# جواو ماركوس
جواو ماركوس (بالبرتغالية: João Marcos Alves Ferreira‏) (24 يونيو 1981 بماريليا في البرازيل - ) هو لاعب كرة قدم برازيلي في مركز الوسط. لعب مع نادي بونتي بريتا ونادي سيارا وماريليا أتلتيكو ‏ ونادي نوروستي الرياضي.

## وصلات خارجية
- جواو ماركوس على موقع قاعدة بيانات كرة القدم.إي يو (الإنجليزية)
- جواو ماركوس على موقع عالم كرة القدم.نت (الإنجليزية)